# (541018) 2017 YY7
(541018) 2017 YY7 es un asteroide perteneciente al cinturón de asteroides descubierto el 16 de mayo de 2010 por Wide-field Infrared Survey Explorer desde el telescopio espacial Wide-Field Infrared Survey Explorer (WISE), Estados Unidos.

## Designación y nombre
Designado provisionalmente como 2017 YY7.

## Características orbitales
2017 YY7 está situado a una distancia media del Sol de 2,548 ua, pudiendo alejarse hasta 3,300 ua y acercarse hasta 1,796 ua. Su excentricidad es 0,295 y la inclinación orbital 24,61 grados. Emplea 1485,75 días en completar una órbita alrededor del Sol.

## Características físicas
La magnitud absoluta de 2017 YY7 es 16,7. 